# サン＝ジル (ガール県)
サン＝ジル （Saint-Gilles、オック語:Sant Gèli）は、フランス、オクシタニー地域圏、ガール県のコミューン。サン＝ジル＝デュ＝ガール（Saint-Gilles-du-Gard）とも呼ばれる。隠者ジル（ラテン語名アエギディウス）の名にちなむこのまちには、聖人の墓があり、12世紀のキリスト教巡礼地として重要な地であった。

## 地理

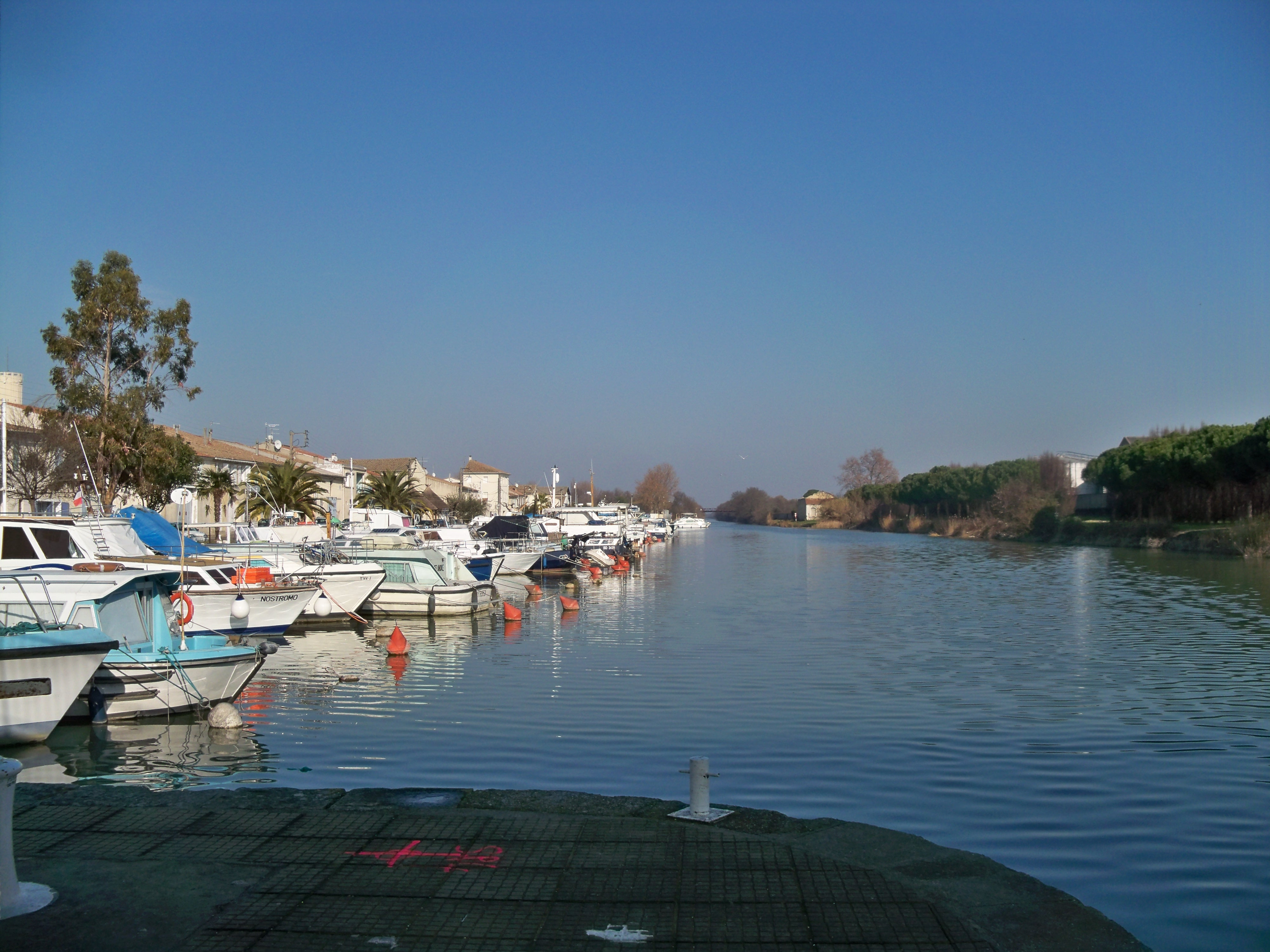
ローヌ・セット運河にあるマリーナ

人口においてサン＝ジルは県第5のコミューンである。県南部の7コミューンが参加するカマルグ・ガルドワーズ地域保護管理組合（Syndicat mixte pour la protection et la gestion de la Camargue gardoise）に参加している。
サン＝ジルは東のアルルから通る県道572号線、そして西のヴォーヴェールから通る県道672号線でアクセス可能である。県道42号線はニームのまちそして最寄りの空港であるニーム＝ガロン空港へとつながっている。
サン＝ジルはカマルグの端に位置し、東部は平坦である。一方でまちは丘の上にある。
ローヌ・セット運河、バ＝ローヌ＝ラングドック運河がまちを交差しており、コミューンは2つの地域に分けられている。
- コスティエールの丘陵 - 北部。ブドウ畑や低木が占める。
- プティ・ローヌ川の岸 - 南部。湿地帯とプティ・カマルグの池の間にある。川沿いには南仏でよく見られるマース（fr、石造りの農家の建物）が点在し、運河とプティ・ローヌ川とをつなぐサン＝ジルの現代的な閘門が見られる。

## 歴史

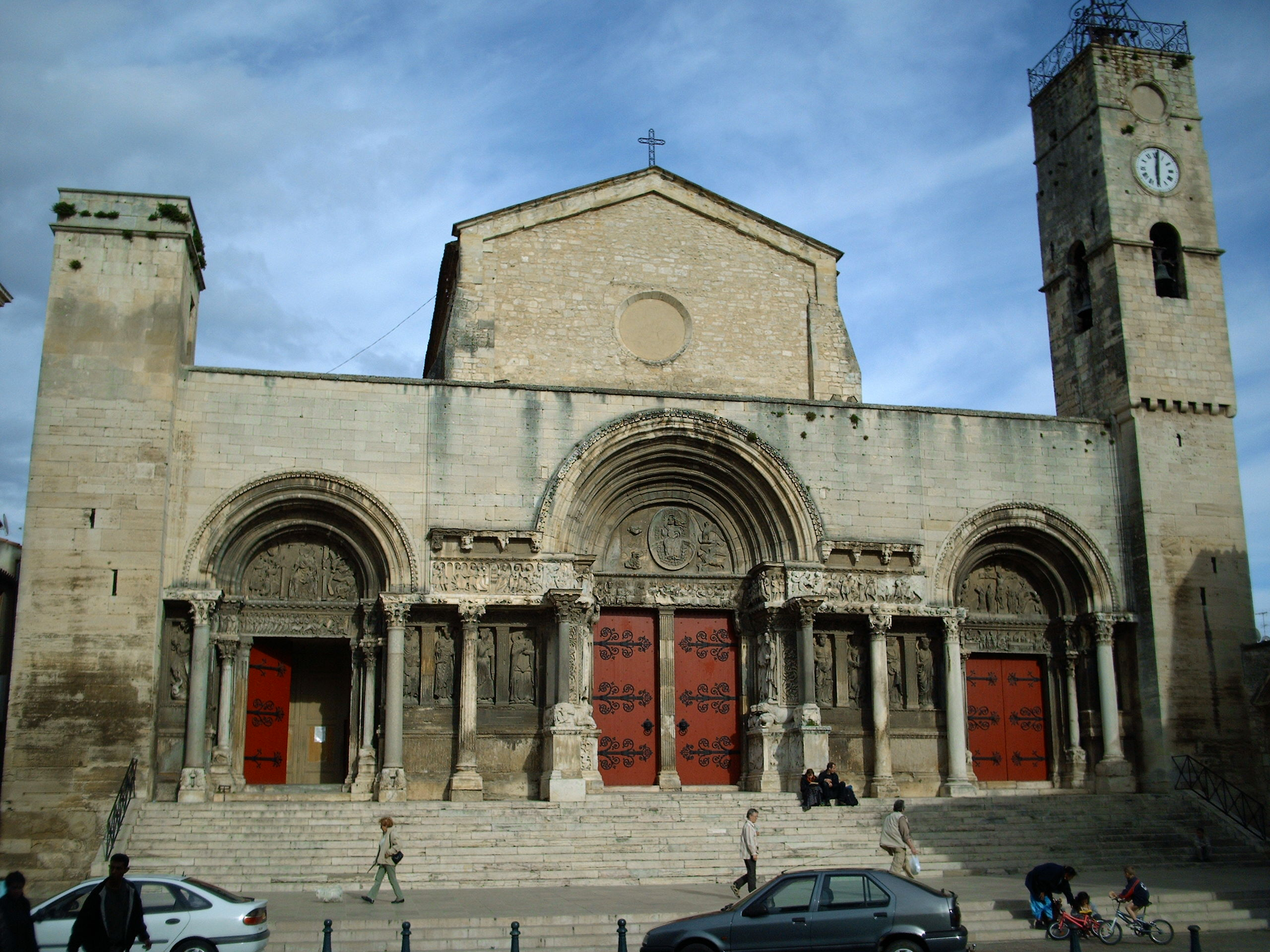
サン＝ジル修道院

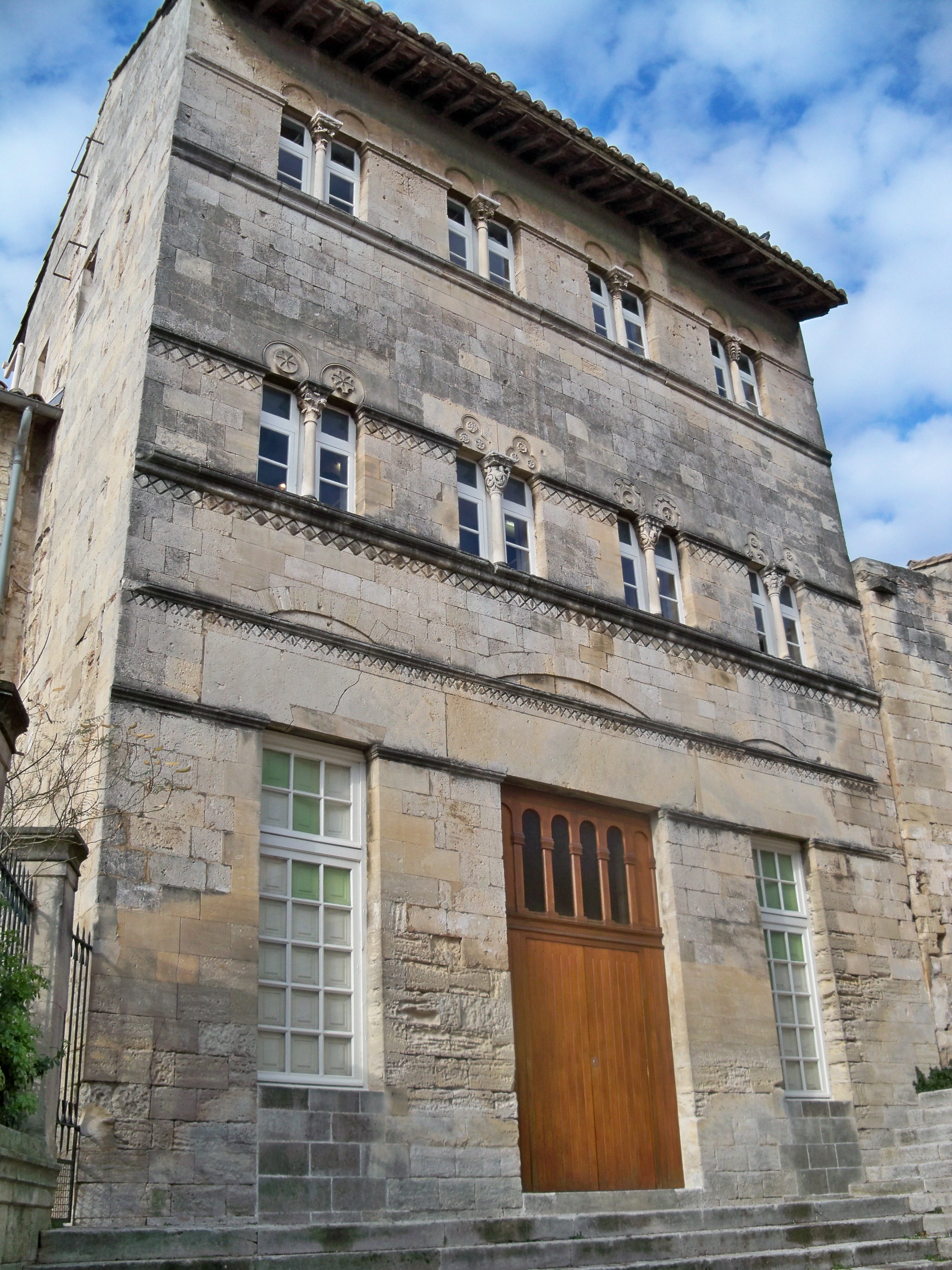
12世紀から13世紀にかけ建てられたメゾン・ロメーヌ

サン＝ジルは、匿名の人物が333年頃に描いたロード・マップ、イティネラリウム・ブルディガレンセ（en）に登場するポンテ・アエラリウム（Ponte Aerarium）であろうと推測されている。ポンテ・アエラリウムはニームから12マイル、アルルから8マイルの距離であった。これは中央高地とセヴェンヌ山脈との間をつなぐレゴルダーヌの道（fr）の前身であった。現在はカマルグの端にあるサン＝ジルだが、かつては商人や巡礼者、十字軍が行き交う港のまちであった。
サン＝ジルは、聖ヨハネ騎士団のプロヴァンス騎士館長の所在地とされていた（1615年に騎士館長はアルルに移転する）。
14世紀、サン＝ジルのコスティエール産ワインはアヴィニョン教皇庁の宮廷で人気のあるワインであった。教皇ヨハネス22世はサン＝ジルとボーケールの新酒をもたらした。1367年、ウルバヌス5世がアヴィニョンからローマへ去ったとき、アルルの港を経由してコスティエールのワインとボーヌ・ワインとを送るよう手配していた。アヴィニョンに戻ったグレゴリウス11世は、ワインセラーにコスティエールのワインとサン＝ジルのワインを貯蔵していた。
中世から、サン＝ジルのワインはボーヌ産と等しいものと考えられていた。サン＝ジルのワインは、『サン＝ジル種』とも呼ばれたムヴェードル種のブドウで作られていた。
サン＝ジル伯爵（comté de Saint-Gilles）の称号を保有していたのはトゥールーズ伯だった。サン＝ジルには、ラングドック総督であったモンモランシー公アンリ1世の姿が投影されている。彼は1575年に王と対立している。サン＝ジルは急速にアシエ男爵家に勢力を奪われていった。
サン＝ジルは1837年までサン＝ジル＝レ＝ブシェリー（Saint-Gilles-les-Boucheries）とよばれていた。
サン＝ジルは、わずかな期間だがフランス初の極右の自治体であった（1989年に国民戦線所属のシャルル・ド・シャンブランが市長に選出された）。最終的には1992年の選挙時、右翼・左翼の連合が行われ中道のロラン・グロンシが代わって市長になった。
2010年、市議会総辞職後の選挙が行われ、50年ぶりに左派の現職であるアラン・ガイド市長が誕生した。

## 人口統計
| 1962年 | 1968年 | 1975年 | 1982年 | 1990年 | 1999年 | 2006年 |
| ------ | ------ | ------ | ------ | ------ | ------ | ------ |
| 6721   | 8742   | 8679   | 9887   | 11304  | 11626  | 13234  |

参照元:EhessINSEE
サン＝ジルは20世紀の間じゅう移民のまちであった。農業分野で労働力が必要なため多くの人口が集まっている。サン＝ジル住民の中には、中央高地にルーツを持つ者（特にル・ピュイ＝アン＝ヴレやロゼール県）、ピエモンテにルーツを持つイタリア人、スペイン人、リーフ地方にルーツを持つモロッコ人が多く見られる。

## 史跡
- サン＝ジル修道院 - UNESCO世界遺産、フランスのサンティアゴ・デ・コンポステーラの巡礼路の1つとして登録されている。現在はカトリックのニーム司教座に属する。

## 経済
- コスティエール・ド・ニーム - AOCに指定されているワイン
- カマルグ産のコメ - サン＝ジルで年間50万トンが生産されている
- ユイル・ドリーヴ・ド・ニームAOC（fr） - AOC指定されたオリーブ油。コミューンのオリーブ畑面積は100ヘクタールを超える。
- サン＝ジル産アプリコット
- 闘牛専用のスカマンドル種の飼育

## 姉妹都市
- アルトパーショ、イタリア